# Pata tanya: Baromi buli
A Pata tanya: Baromi buli (eredeti cím: Barnyard: The Original Party Animals vagy Barnyard) 2006-ban bemutatott amerikai–német 3D-s számítógép-animációs vígjáték. Az animációs játékfilm írója és rendezője Steve Oedekerk, producerei Steve Oedekerk, Pam és Paul Marshal. A zenéjét John Debney szerezte. A mozifilm a Nickelodeon Movies, az O Entertainment és az Omation Animation Studio gyártásában készült, a Paramount Pictures forgalmazásában jelent meg. Műfaja filmdráma, filmvígjáték és kalandfilm.
Amerikában 2006. augusztus 4-én, Magyarországon 2006. október 19-én mutatták be a mozikban.
A főszerepben Kevin James, Courteney Cox, Sam Elliott, Danny Glover, Wanda Sykes, Andie MacDowell és David Koechner hallható. A gyártást a kaliforniai San Clemente-ból vezették. A film bevétele 116,5 millió dollár volt az 51 milliós költségvetésből.

## Cselekmény
A film azzal kezdődik, hogy Ödön összehívja a pajtanácsot. Ödön mérges Attisra, és mindenhol őt keresi. Attis ökörködik (hegyi szörföl, közben sót nyal), lesiklik a hegyről, és majdnem meghal, de mégsem, közben menő zenei aláfestés. Nem mennek neki a fának. Fizika törvényeit megszegve repülnek. Átrepülnek egy olajkúton, és olajosak lesznek. 
Megkezdődik a pajtanács. Egy kutya a 13. szülinapját ünnepli, hisz öreg véreb nem vén eb. Megtudjuk, hogy Ödön Attis apja. Attis próbálja magát kibeszélni, de nem megy neki (apai gondok). Ingyen lesz aznap este az alma. A feketepiac az első napirendi pont. Emberi áruk vásárlása a hörcsögalvilágtól szigorúan tilos. Attis felveszi a telefont, a vonal túloldalán a hörcsögalvilág maffiavezére beszél, azonban Attis tagadja, hogy ismeri őt. Második téma: prérifarkas szezon van, a tanya lakóinak mindig együtt kell lenniük a kerítésen belül, és mindig óvatosnak kell lenniük. Attist Ödön megfeddi. Attis terel (nem a juhokat), nem akarja bevallani a saját hibáit. Ödön szerint meg kell építeni a kerítést, hogy a prérifarkasok távol maradjanak. 
Ezután bejátszások következnek Attis hobbijairól, fürdik, traktort vezet, sárkányrepülőzik, TV-t néznek, golfozik, baromkodik, marháskodik. Ezután Cin, az egér a tőgyén ugrál. A következő jelenetben megismerjük Mary-t, a kiscsibét. Majd Attis beveri a fejét, és megismerjük a szerelmi érdeklődését, Rózsikát, aki vemhes. 
Beköszönt az este, Attis üvölt, és összehívja a partit. Szerencsjáték, táncosok, énekesek vonulnak fel, majd megjelennek Rózsiék, akik megeszik az asztali dekorációt. Attis kint, a pajtán kívül beszél Ödönnel, megint. Kibékülnek, azonban Attis csak azért kér bocsánatot, mert apukájától szívességet vár cserébe. Ödön szentimentális lesz Attis megtalálásával kapcsolatban, visszaemlékezéséből megtudhatjuk, hogy aznap éjjel táncoltak a csillagok az égbolton. Ezt az idilli jelenetet megszakítja hogy Ödön meghallja a prérifarkasok vonyítását.
Ismét a pajtában. Biggie Cheese lép fel, és előadja a Mister Bombastic c. kasszasikert. Attis is megjelenik, meglátja Rózsikát, felborul. Kannibalista viccek áradatát ömleszti a kakas műsorvezető. Egerek ugrálnak a zongorán, Attis is énekel, a diszkógömb egy Üllő. Megérkezik a rendőrség, és a pizzafutár. Attisék mű-emberkarja leesik, a pizzafutár szeretne a bajbajutott "emberen" segíteni, azonban nem segíthet, mert Attis azt állítja, hogy ezt a vallása tiltja. Fizetségül a pizzákért a kart adják, aminek a futár nagyon örül. Ödön énekel (megint).
Megjelennek a prérifarkasok, hat tyúkot elvisznek. Ödön elkalapálja a prérifarkasokat miközben gitározik, majd a gitárral püföli őket. Közben a pajtában partiznak. Ödön megkegyelmez az egyik prérifarkasnak, nem öli meg, viszont Ödön meghal. A gazda eltemeti. A tanya lakói virágot visznek a sírjára, Attis a fűhöz beszél (én is szoktam). Attis emlékezik. Attis szomorú, mint a fűz ami alatt ül. 
Az állatok jelentkeznek főnöknek. A kutya az első, de az egér közli vele, hogy nem akar olyan főnököt, aki magát nyalogatja. A kutya próbálja megvédeni magát, de tagadhatatlanul egy csicska. A többi kutya is csicska, rá szarvaznak. MAry elkolbászol, de visszamegy. Ezután Attis után ered, a tanyán eluralkodik a káosz vezető nélkül. Oszkártól, az öszvértől megtudjuk, hogy Attis lesz az új vezető, mivel megszarvazták őt. Táncolásra kényszerítik, de ellenkezik, mert fél a gazdától. Megérkezik Rózsika is a barátnőjével, Bözsivel. A gazda megérkezik, Oszkár megrúgja (innentől kezdődik az Állatfarm). A gazdára teszik a Malac a pácban c. könyvet, és úgy tesznek, mintha elájult volna olvasás közben, többször almákat vágnak hozzá, majd egy nagy ágat helyeznek a fejére. Nincs meg a bakancsa, ahogy felébred, gyanakodni kezd, Oszkár megint kiüti, visszateszik rá a bakancsát, majd a gazda felkel, és mintha mi sem történt volna, elsétál.
Attis elrendeli a második védvonal létrehozását, a néma kakas kukorékolása jelzi Attis számára a behatoló prérifarkasok közeledését. A menyét szerű élőlény (Freddy) étvágyra gerjed a csirkék iránt. Attis sört keres az éjszakában (én Békásmegyeren). Megjelenik Snotty Boy (Bandi/Gáspár) az éjszakában, aki felrúgja a teheneket. Ellene vérbosszút esküszik Attis gangje (ha megindul a négy patás, beindul a szopatás), miközben a gyerekek biciklivel menekülnek, Attisék kocsival próbálják őket elgázolni. Snotty Boy kifigurázza az anyját, aki elküldi aludni mert hnap sulesz. Attisék bullyingolják Snotty Boyt (gyerekbillentés). Snotty Boy üvölt, Attisék menekülnek, a szülők bejönnek, megróják, hogy ne igyon több Red Bullt. Attisék a hazafele úton tejet isznak, csak töményen. Megjönnek a rendőrök, üldözés veszi kezdetét, Attisékra sortüzet nyitnak. 
A gazdasszony észre veszi a TV-ben, hogy egy marha vezeti a kocsijukat, Attisék autóbalesetet szenvednek, ezután gyalog üldözik őket, de leleményes csellel átverik a rendőröket, így az üldözés véget ér.
Attis fején az egér látványosan szenved, megkérdezi, hogy miért csinálják ezt. Attis azt válaszolja, hogy azért, mert az apja s ezt tenné. Az egér lelép, de megjelenik a szerelmi érdeklődés, Rózsika. Attis a sötét éjszakából elővesz 2 darab napozóágyat Rózsika eljátssza, hogy ellik, de mégsem. Attis utalást tesz arra, hogy kérődzők, ezúttal másodszorra ( 4 gyomorra isznak tejet, majdnem lenyelte a fűgombócot). Attis apjáról mesél, majd Rózsika is regél arról, hogy férjnél volt, Bözsivel a legelőn tartózkodtak, de mire visszaértek, senki se volt már ott. Attis biztosítja őt afelől, hogy ezentúl jó dolgok fognak történni. Ennek ellenére megjelennek prérifarkasok, Attist megtámadják, a prérifarkas sértegeti, alkut akar vele kötni, hogy néha elvigyenek állatokat, de ha Attis ellenkezik, akkor mindenkit megölnek. 
Attis meglátogatja Ödön sírját, közli vele, hogy remek apa volt. Azt hitte, hogy pótolhatja, bevallja, hogy gyenge volt, és elhitte, hogy olyan jó lehet, akár az apja, de ő nem elég jó. 
A következő jelenetben Attis az egérrel bizalmasan beszélget, közli vele, hogy elmegy a tanyáról, az egér világba kürtöli, hogy Attis elmegy. Rózsika Attisra köszön, biztosítja arról, hogy ha fáj valami, akkor ő mindig segíteni fog neki. Attis szenved, hogy nem tud megvédeni senkit, Rózsika azt mondja, hogy a legjobb vezér gondoskodik a többiekről. 
Az őrült néma kakas üvölt, elvitték Emmát, Hannát, plusz még 6-7 tyúkot a prérifarkasok. Közli Attissal, hogy a prérifarkasok erősek, mintha nem tudná. Attis epikusan fél óra alatt felsétál a pályára ( a mezőre), az egér azt mondja, hogy meg fogják ölni. 
A következendő jelenet már a prérifarkasok birtokán játszódik, a prérifarkas vezető közli a tyúkokkal, hogy fent lesznek az étlapon. A kiscsibét is elvitték, Mary-t, aki mondj a, hogy undorító, ezért a prérifarkas vezető meg akarja enni, de a hős Attila megállítja. Epikus harcjelenet veszi kezdetét, Attila mindenkit kiüt, majdnem megölik, monológot mond arról, hogy milyen a jó vezető. Megérkeznek a barátai, ők a sereg, kocsit is hoznak a marhák (szélmalmi csata). A hörcsögalvilág is megérkezik, elagyabugyálják a prérifarkasokat. A szőrmók is szetkaszabolja a prérifarkasokat. Attila megkönyörül a prérifarkas főnök élete felett, de megfenyegeti, hogy soha többé ne térjen vissza. 
Ezután ellopják a motorokat, megint jönnek a rendőrök, de a rendőrök is részegek (mint mi).  Miközben Rózsika vajúdik, Attila mellette áll ezekben a nehéz időkben. Mindenki nézi, ahogy szül. Nem hívják az állatorvost. Egy bocifiú születik, Attila úgy fogja, mintha a sajátja lenne. Rózsika Ödönnek nevezi el gyermekét. Attila biztosít mindenkit arról, hogy senkinek sem eshet baja a farmon<3
A csillagok táncolnak; ez egy referencia arra, hogy Ifjabb Ödön sem Attila gyermeke úgy, ahogy Attila sem Ödön gyermeke, mégis sajátjaként szerette. 

## Bemutató

### Házimozi-megjelenés
A Pata tanya: Baromi buli-t kiadták szélesvásznú DVD-n 2006. december 12-én, és magába foglalja az alternatív nyitást.

## Szereplők
| Magyar neve     | Eredeti név      | Eredeti hang               | Magyar hang              | Fajta        |
| --------------- | ---------------- | -------------------------- | ------------------------ | ------------ |
| Attis           | Otis             | Kevin James                | Csík Csaba Krisztián     | szarvasmarha |
| Rózsi           | Daisy            | Courteney Cox              | Náray Erika              | szarvasmarha |
| Ödön            | Ben              | Sam Elliott                | Kőszegi Ákos             | szarvasmarha |
| Oszkár          | Miles            | Danny Glover               | Papp János               | öszvér       |
| Bözsi           | Bessy            | Wanda Sykes                | Kocsis Mariann           | szarvasmarha |
| Etus            | Etta             | Andie MacDowell            | Ráckevei Anna            | házi tyúk    |
| Dög             | Dag              | David Koechner             | Kerekes József           | prérifarkas  |
| Cin             | Pip              | Jeffrey Garcia             | Józsa Imre               | egér         |
| Freddy          | Freddy           | Cam Clarke                 | Besenczi Árpád           | vadászgörény |
| Kukó            | Peck             | Rob Paulsen                | Pálfai Péter             | kakas        |
| Malac           | Pig              | Tino Insana                | Verebély Iván            | házi sertés  |
| Lord            | Duke             | Dom Irrera                 | Bodrogi Attila           | kutya        |
| Root            | Root             | Earthquake                 | Kálloy Molnár Péter      | kakas        |
| Gülü gazda      | Randal           | Steve Oedekerk             | Forgács Gábor            | ember        |
| Gülüné          | Nora Beady       | Maria Bamford              | Andresz Kati             | ember        |
| Farmer          | Farmer           | Fred Tatasciore            | Albert Péter             | ember        |
| O'Hanlon rendőr | Officer O'Hanlon | John DiMaggio              | Végh Ferenc              | ember        |
| Bandi           | Bud              | John DiMaggio              | Magyar Attila            | szarvasmarha |
| Eddy            | Eddy             | S. Scott Bullock           | Hajdu István             | szarvasmarha |
| Igg             | Igg              | Maurice LeMarche           | Bácskai János            | szarvasmarha |
| Pizzafutárok    | Pizza Twins      | Rob Paulsen Steve Oedekerk | Kossuth Gábor Szabó Máté | ember        |

További magyar hangok: Kardos Lili

## Zeneszámok
| 1.    | Mud                                     | North Mississippi Allstars                        | 2:30 |
| 2.    | Hittin' the Hay                         | North Mississippi Allstars featuring Les Claypool | 2:23 |
| 3.    | Down On the Farm (They All Ask For You) | Kevin James and North Mississippi Allstars        | 1:12 |
| 4.    | I Won't Back Down                       | Sam Elliott                                       | 2:12 |
| 5.    | 2StepN                                  | North Mississippi Allstars                        | 2:46 |
| 6.    | Hillbilly Holla                         | North Mississippi Allstars                        | 3:25 |
| 7.    | Kick It                                 | The Bo-Keys                                       | 2:33 |
| 8.    | Father, Son                             | Peter Gabriel                                     | 4:56 |
| 9.    | Freedom Is a Voice                      | Bobby McFerrin and Russell Ferrante               | 4:17 |
| 10.   | Popsickle                               | Starlight Mints                                   | 3:01 |
| 11.   | Wild and Free                           | Rednex                                            | 3:37 |
| 12.   | Boombastic                              | Shaggy                                            | 4:06 |
| 36:58 |                                         |                                                   |      |

## Videójáték
A film alapján videójáték is készült, amit a THQ és a Blue Tongue Entertainment készített. Ez egy kalandjáték, amelyben több minijáték is megtalálható. A játék elérhető PlayStation 2-n, Nintendo GameCube-n, Wii-n, PC-n és Game Boy-on.

## Magyar változat
A szinkront a Mafilm Audio Kft. készítette.
- Magyar szöveg: Speier Dávid
- Hangmérnök: Márkus Tamás
- Rendezőasszisztens és vágó: Simkóné Varga Erzsébet
- Gyártásvezető: Fehér József
- Szinkronrendező: Csörögi István
- Felolvasó: Bozai József

Magyarországon az UIP-Dunafilm forgalmazza.

## Fordítás
Ez a szócikk részben vagy egészben  a   Barnyard (film) című angol Wikipédia-szócikk fordításán alapul.  Az eredeti cikk szerkesztőit annak laptörténete sorolja fel. Ez a jelzés csupán a megfogalmazás eredetét és a szerzői jogokat jelzi, nem szolgál a cikkben szereplő információk forrásmegjelöléseként.

## Televíziós megjelenések
- TV2, FEM3
- TV2 (később), Paramount Channel